# Sierra de Guadalupe (métro de Madrid)
Sierra de Guadalupe est une station de la ligne 1 du métro de Madrid en Espagne. Elle est située sous l'intersection entre l'avenue de la Democratie et les rues Jesús del Pino et Sierra de Guadalupe, à la jonction des arrondissements de Puente de Vallecas et Villa de Vallecas.
Elle est intégrée dans un pôle d'échanges avec la gare de Madrid-Vallecas, des chemins de fer de banlieue.

## Situation sur le réseau

Plan du réseau.

Établie en souterrain, Portazgo est une station de passage de la ligne 1 du métro de Madrid. Elle est située entre la station Miguel Hernández, en direction du terminus Pinar de Chamartín, et la station Villa de Vallecas, en direction du terminus Valdecarros,. 
Les deux voies de la ligne sont encadrées par deux quais latéraux.

## Histoire
La station Sierra de Guadalupe est mise en service le 3 mars 1999 lors de l'ouverture du prolongement de la ligne vers le sud-est entre Miguel Hernández et Congosto. Elle est nommée en référence à la rue éponyme qu'elle dessert. Lors du chantier de construction de la station un autre chantier est ouvert à proximité pour réaménager et déplacer légèrement la gare de Madrid-Vallecas, afin de faciliter les correspondances avec le réseau des chemins de fer de banlieue (Cercanías).

## Services aux voyageurs

### Accès et accueil
La station possède deux accès directs et deux accès communs avec la gare ferroviaire, équipés d'escaliers et d'escaliers mécaniques, ainsi qu'un accès direct par ascenseur depuis l'extérieur. Accessible aux personnes à la mobilité réduite, située en zone A, elle est ouverte de 6h00 à 1h30,.

Accès à la station
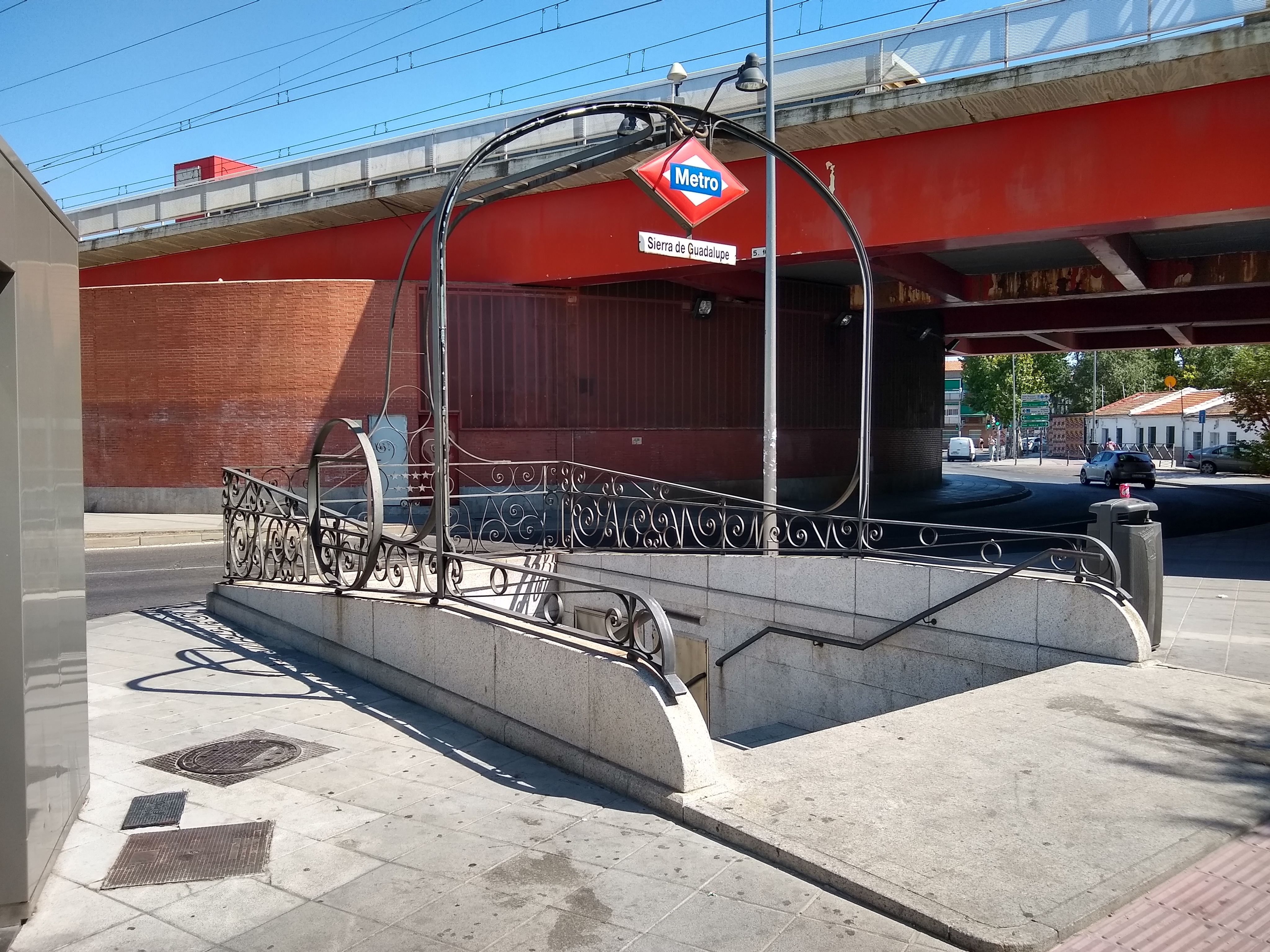
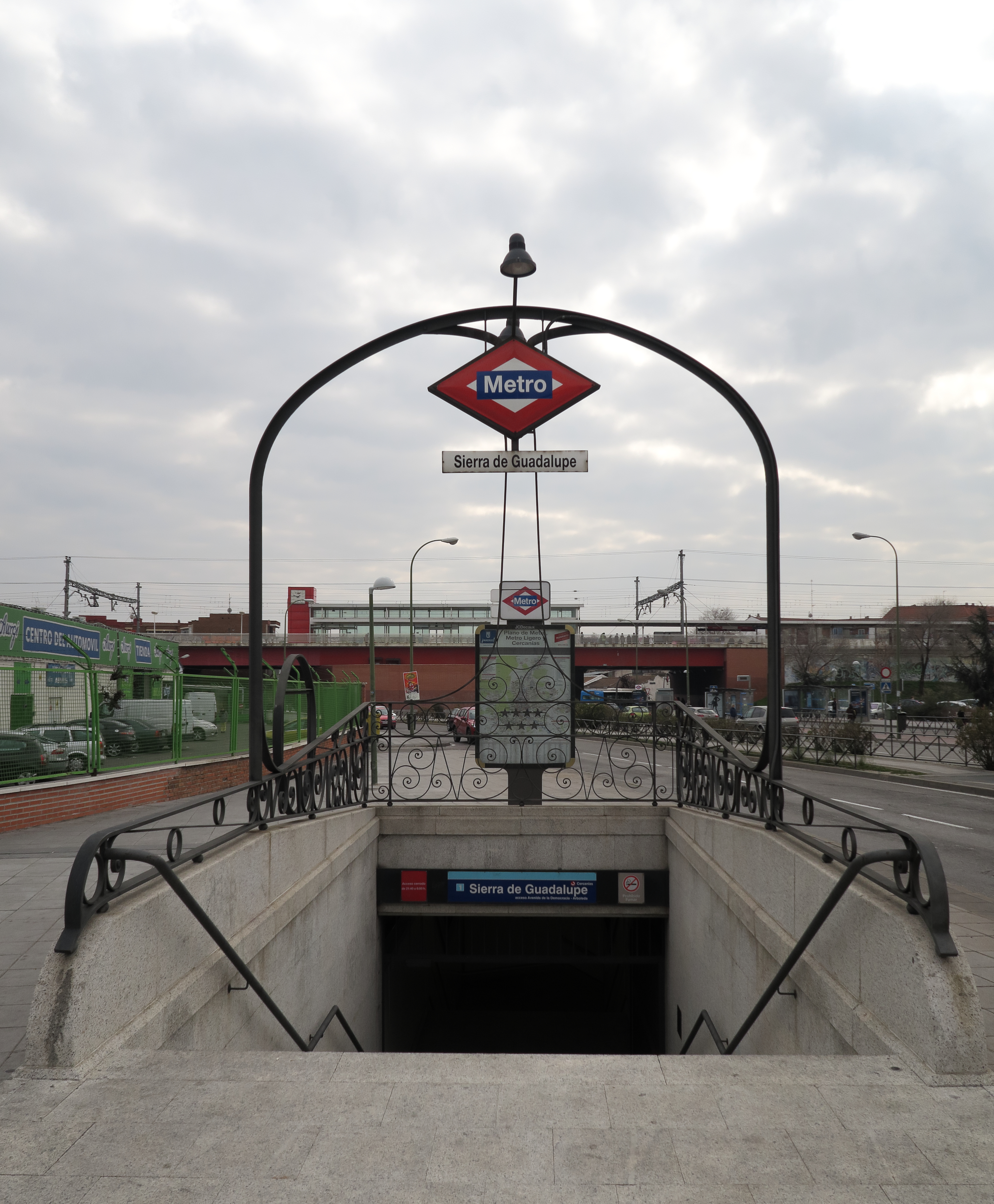

### Desserte
Sierra de Guadalupe est desservie par les rames de la ligne 1 du métro de Madrid.

Installations et desserte
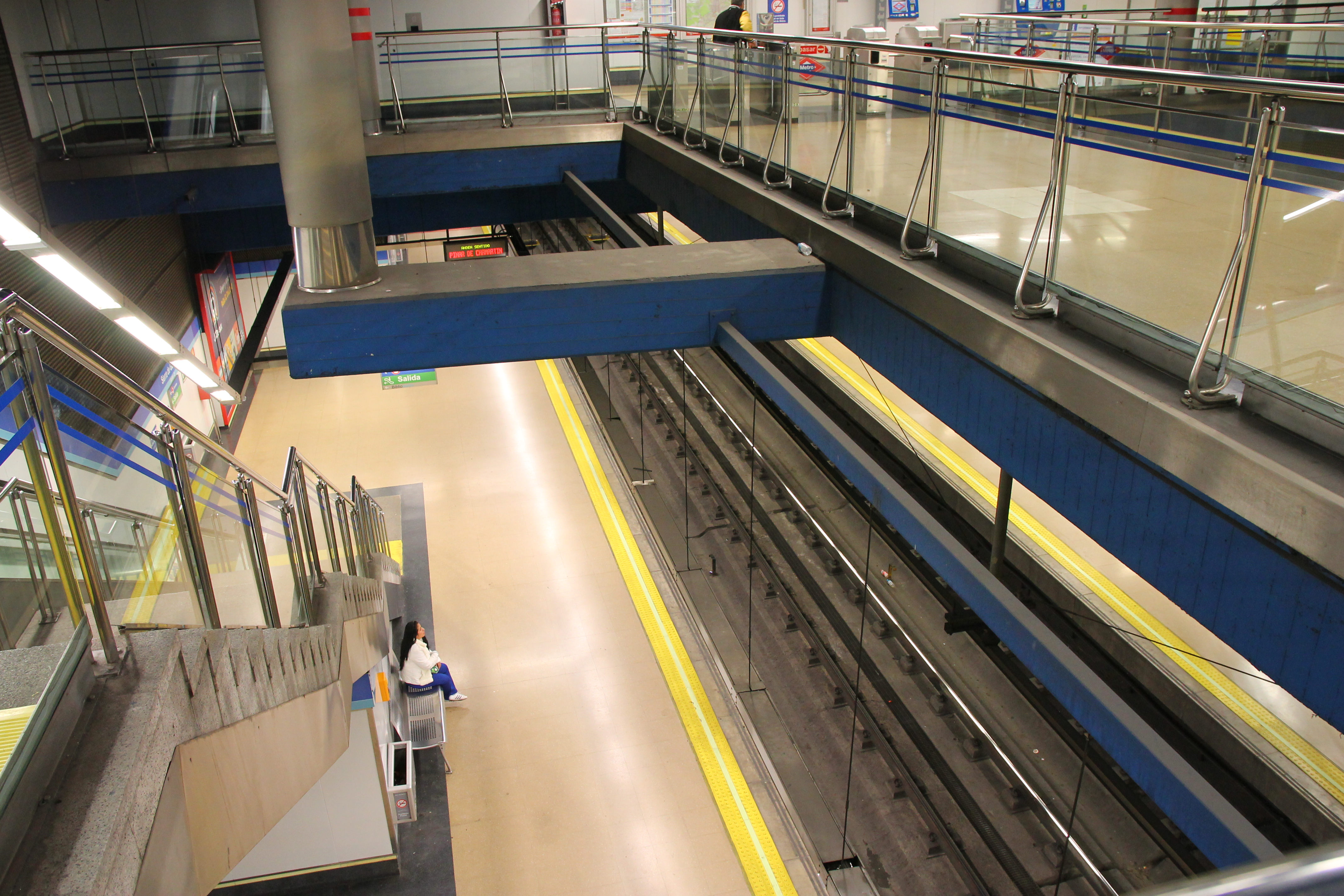
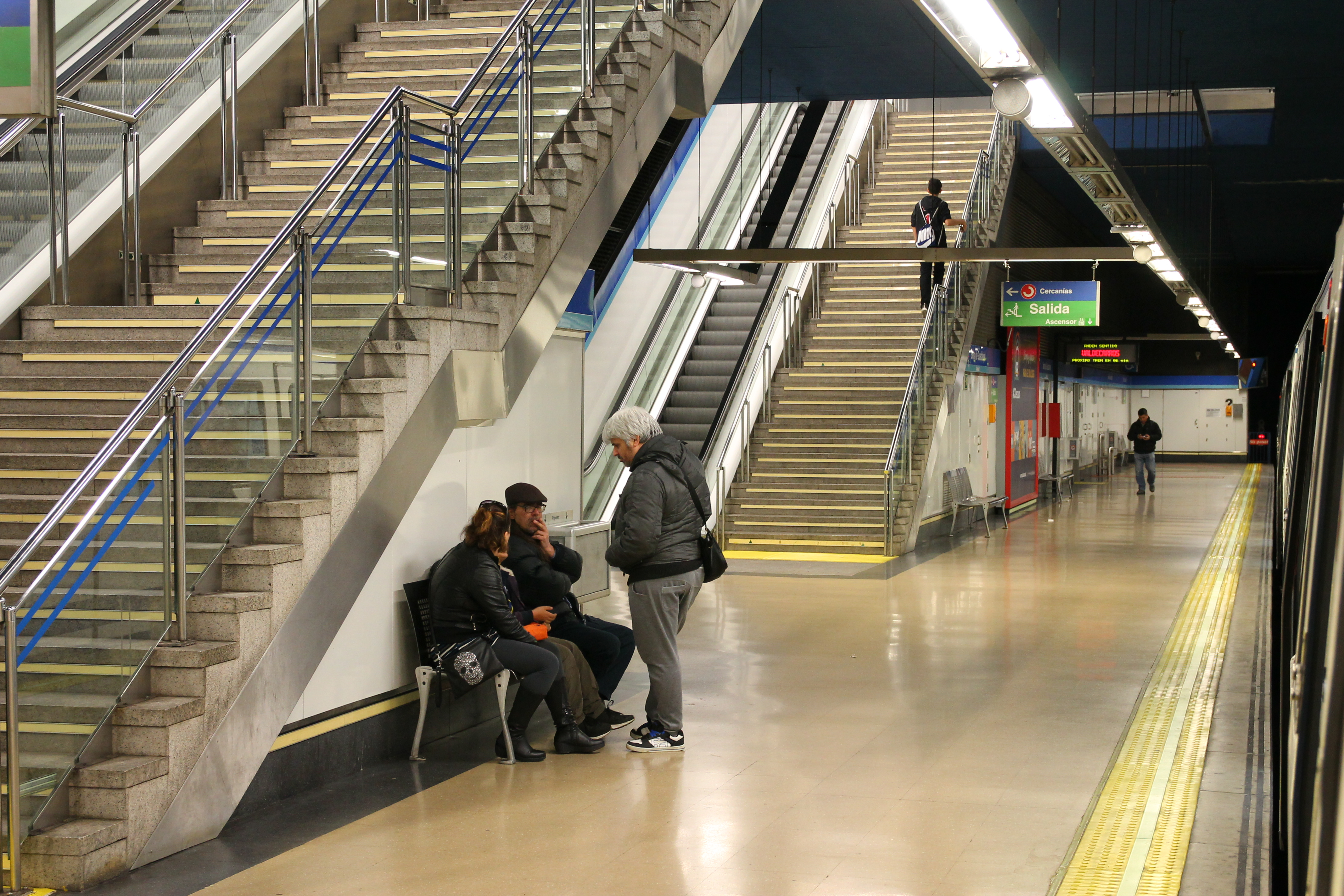
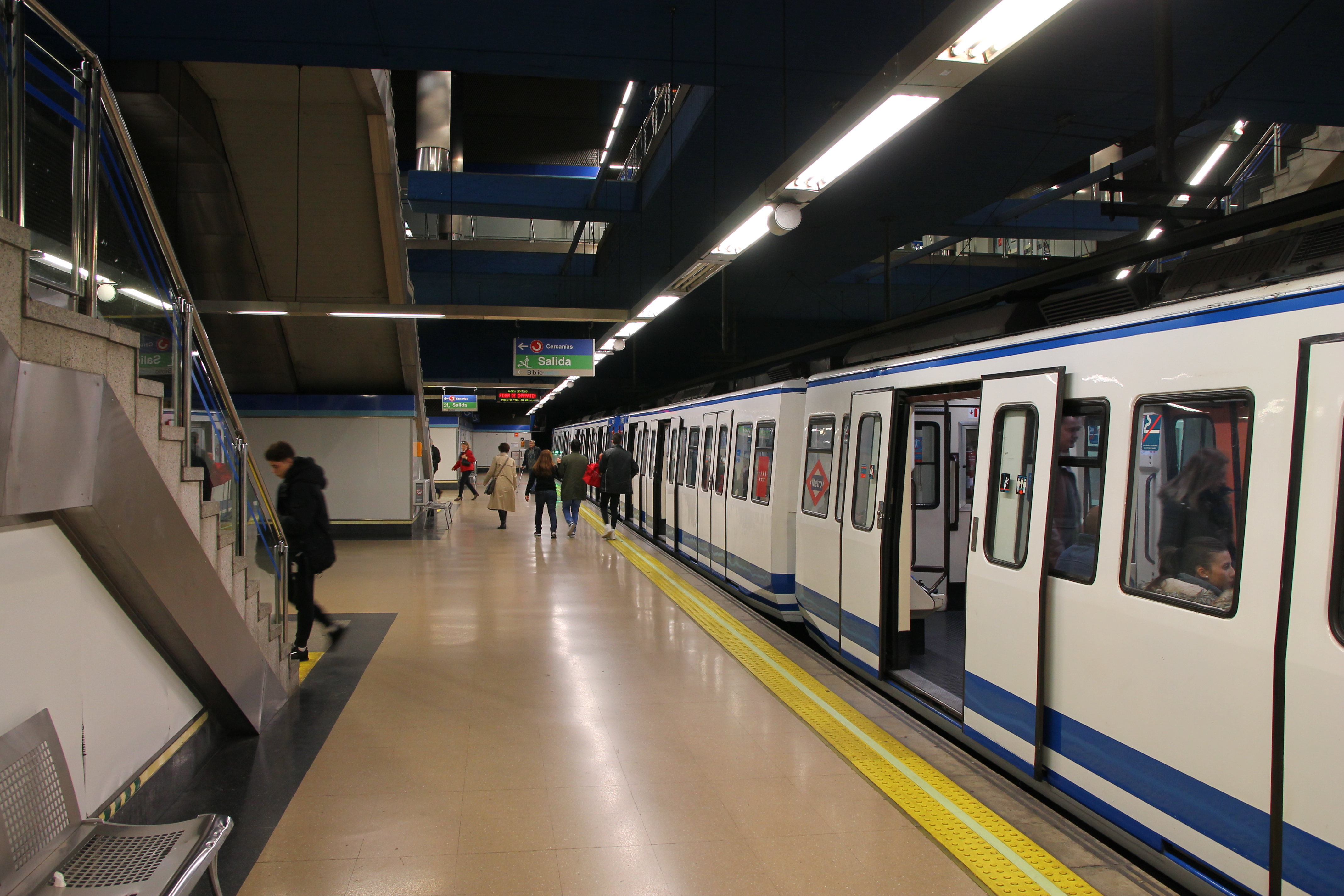

### Intermodalité
Elle est en correspondance avec la gare de Madrid-Vallecas, desservie par les trains des lignes C2 et C7 Cercanías Madrid.
À proximité, sont situés des arrêts de bus EMT, desservis par les lignes : 54, 58, 103, 130, 142, 143, E, H1 et T31.

## À proximité
- L'hôpital universitaire Infanta Leonor se trouve à proximité de la station.
- Le campus sud de l'Université polytechnique de Madrid se trouve à environ 800 m au nord de la station.